# Anomalia de sobrevol
L'anomalia de sobrevol és un increment energètic (energia cinètica) inesperat que es dona en satèl·lits artificials durant assistències gravitatòries. En diverses ocasions s'ha observat que el guany de velocitat ha estat més gran de l'esperat i, a hores d'ara, no s'ha trobat una explicació plausible. Aquesta anomalia s'ha observat usant telemetria d'efecte Doppler en la banda-S i banda-X. S'han mesurat increments de fins a 13 mm/s. En una ocasió es va mesurar una discrepància més gran (400 - 1000 m) (missió NEAR) usant els radars de la Space Surveillance Network (SSN).

## Observacions
L'assistència gravitatòria és una tècnica molt útil per a l'exploració del sistema solar. Atès que l'èxit d'aquesta maniobra depèn de la geometria de la trajectòria, la posició i la velocitat de la nau és mesurat constantment durant l'encontre amb el planeta per la xarxa Deep Space Network (DSN).

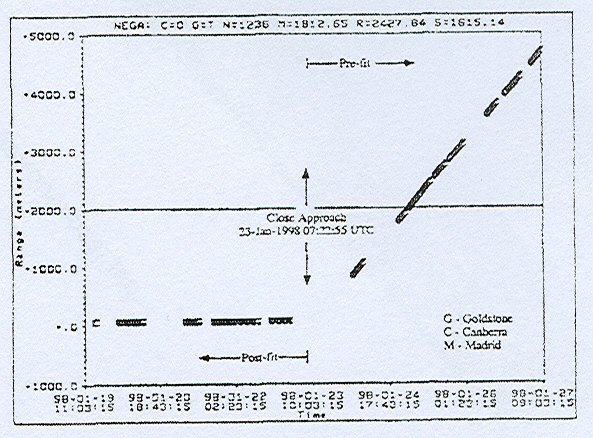
Residuals durant el sobrevol a la Terra de NEAR

L'anomalia de sobrevol es va observar per primer cop durant una inspecció de les dades Doppler després del sobrevol de la sonda Galileo el 8 de desembre del 1990. S'esperava que els residus (dades de l'observació menys les dades calculades) fossin plans, l'anàlisi va mostrar un desplaçament de 66 mHz, que correspon a un increment de velocitat de 3.92 mm/s en el perigeu. Investigacions d'aquest efecte en el Jet Propulsion Laboratory (JPL), Centre de vol espacial Goddard (GSFC) i la Universitat de Texas no van concloure amb cap explicació satisfactòria. En el segon sobrevol de Galileo, el desembre de 1992 no es va detectar cap anomalia, quan la pèrdua de velocitat mesurada va coincidir amb la esperada per la frenada atmosfèrica per la poca altitud (303 km). En aquest cas, l'error d'estimació per la frenada atmosfèrica era molt gran, de manera que no es podia descartar una acceleració anòmala.
El 23 de gener de 1998, la nau NEAR va experimentar un increment anòmal de 13.46 mm/s després del seu encontre amb la Terra. La sonda Cassini-Huygens va guanyar prop de 0.11 mm/s a l'agost de 1999 i Rossetta va guanyar 1.82 mm/s després del seu sobrevol el març de 2005.
Una anàlisi de la sonda MESSENGER estudiant Mercuri no va revelar cap increment estrany i significatiu de la velocitat. Podria ser per que aquesta sonda va entrar i sortir de forma simètrica per l'Equador. Això podria suggerir que l'anomalia pot estar relacionada amb la rotació de la Terra.
El novembre de 2009 es va observar detalladament la nau Rossetta per a mesurar de forma molt precisa la seva velocitat per a provar de recopilar noves dades sobre l'anomalia. En aquest cas no es va detectar cap increment anòmal de la velocitat.
El 2013, el sobrevol de la sonda Juno de camí cap a Jupiter no va mostrar cap acceleració rara.
Resum d'alguns sobrevols a la Terra:
| Quantity                                        | Galileo I  | Galileo II | NEAR       | Cassini    | Rosetta-I  | MESSENGER   | Rosetta-II | Rosetta-III  | Juno       | Hayabusa 2 |
| ----------------------------------------------- | ---------- | ---------- | ---------- | ---------- | ---------- | ----------- | ---------- | ------------ | ---------- | ---------- |
| Data                                            | 1990-12-08 | 1992-12-12 | 1998-01-23 | 1999-08-18 | 2005-03-04 | 2005-08-02  | 2007-11-13 | 2009-11-13   | 2013-10-09 | 2015-12-03 |
| Velocitat al infinit, km/s                      | 8.949      | 8.877      | 6.851      | 16.01      | 3.863      | 4.056       |            |              |            | 4.7        |
| Velocita al perigeu, km/s                       | 13.738     | —          | 12.739     | 19.03      | 10.517     | 10.389      | 12.49      | 13.34        |            | 10.3       |
| Parameter impacte, km                           | 11261      |            | 12850      | 8973       | 22680.49   | 22319       |            |              |            |            |
| Altitud mínima, km                              | 956        | 303        | 532        | 1172       | 1954       | 2336        | 5322       | 2483         | 561        | 3090       |
| massa, kg                                       | 2497.1     |            | 730.40     | 4612.1     | 2895.2     | 1085.6      | 2895       | 2895         | ~2720      | 590        |
| Inclinació de la trajectòria a l'equador, graus | 142.9      | 138.9      | 108.8      | 25.4       | 144.9      | 133.1       |            |              |            |            |
| Angle de deflecció, graus                       | 47.46      | 51.1       | 66.92      | 19.66      | 99.396     | 94.7        |            |              |            | 80         |
| Increment de la velocitat a l'infinit, mm/s     | 3.92±0.08  | −4.60±1.00 | 13.46±0.13 | −2±1       | 1.82±0.05  | 0.02±0.01   | ~0         | ~0           | ~0         | ?          |
| Increment de velocitat al perigeu, mm/s         | 2.56±0.05  |            | 7.21±0.07  | −1.7±0.9   | 0.67±0.02  | 0.008±0.004 | ~0         | −0.004±0.044 |            | ?          |
| Energia guanyada, J/kg                          | 35.1±0.7   |            | 92.2±0.9   |            | 7.03±0.19  |             |            |              |            | ?          |

## Recerca
La missió Bepicolombo (llançament previst per a l'octubre del 2018) sobrevolarà la Terra l'abril del 2020.
Missions dissenyades per a estudiar la gravetat terrestre, com STEP, faran mesures extremadament acurades de la gravetat i poden donar alguna explicació a l'anomalia.

### Equació proposada
J. D. Anderson et al. han proposat una equació empírica per a l'anomalia del sobrevol:
{\displaystyle {\frac {dV}{V}}={\frac {2\omega _{\text{E}}R_{\text{E}}(\cos \varphi _{\text{i}}-\cos \varphi _{\text{o}})}{c}},}
on ωE és la freqüència angular de la Terra, RE és el radi de la Terra, i φi i φo són els angles equatorials d'entrada i sortida de la nau. Jean Paul Mbelek va derivar aquesta fórmula a partir de la relativitat especial, donat una possible explicació a l'efecte. Aquesta fórmula no considera els residus SSN.

## Possibles explicacions
S'han proposat un seguit d'explicacions a l'anomalia:
- Un efecte Doppler transversal no comptat —el desplaçament al roig d'una font de llum amb velocitat radial zero i tangencial no-zero.[10]
- Un halo de matèria fosca al voltant de la Terra.[11]
- Una modificació de la inèrcia provinent de l'efecte Casimir a escala de Hubble, relacionat amb l'efecte Unruh (MiHsC).[12][13]
- L'impacte de la relativitat general, en la seva forma de camp feble i linealitzada donant un fenomen gravitoelèctric i gravitomagnètic. S'ha investigat i no és capaç de generar l'anomalia.[14]
- L'explicació clàssica de gravetat de temps retardat proposada per Joseph C. Hafele.[15]
- Durant el sobrevol de NEAR, la xarxa SSSN va mostra un excés de retard proporcional a la distància de la telemetria.[16] Aquest retard sembla que només es dona quan el rastreig s'interromp prop del perigeu, i no es dona quan es rastreja contínuament. No s'hauria de detectar cap anomalia si es mesura amb alguna altra xarxa de rastreig Doppler.[17]

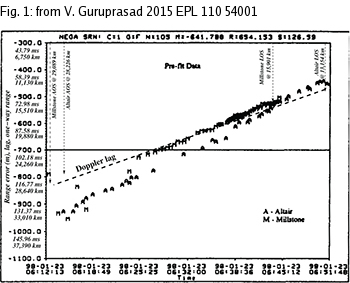
residus de SSN amb rang, retard

- L'acció d'una torsió topològica prediu anomalies en el sobrevol en direcció retrograda, però cap efecte si la sonda s'acosta en direcció contrària.[18]
- L'anàlisi de la sonda Juno va buscar els errors que podien provocar l'anomalia. Van trobar que amb un camp gravitatori d'alta precisió (almenys 50x50 graus/ordre) era necessari per a fer prediccions acurades del sobrevol. L'ús d'una precisió menor (10x10 grau/ordre) donava un error en la velocitat de 4.5 mm/s.[4]